# Нортгемптон

Положение города в Нортгемптоншире и Англии.

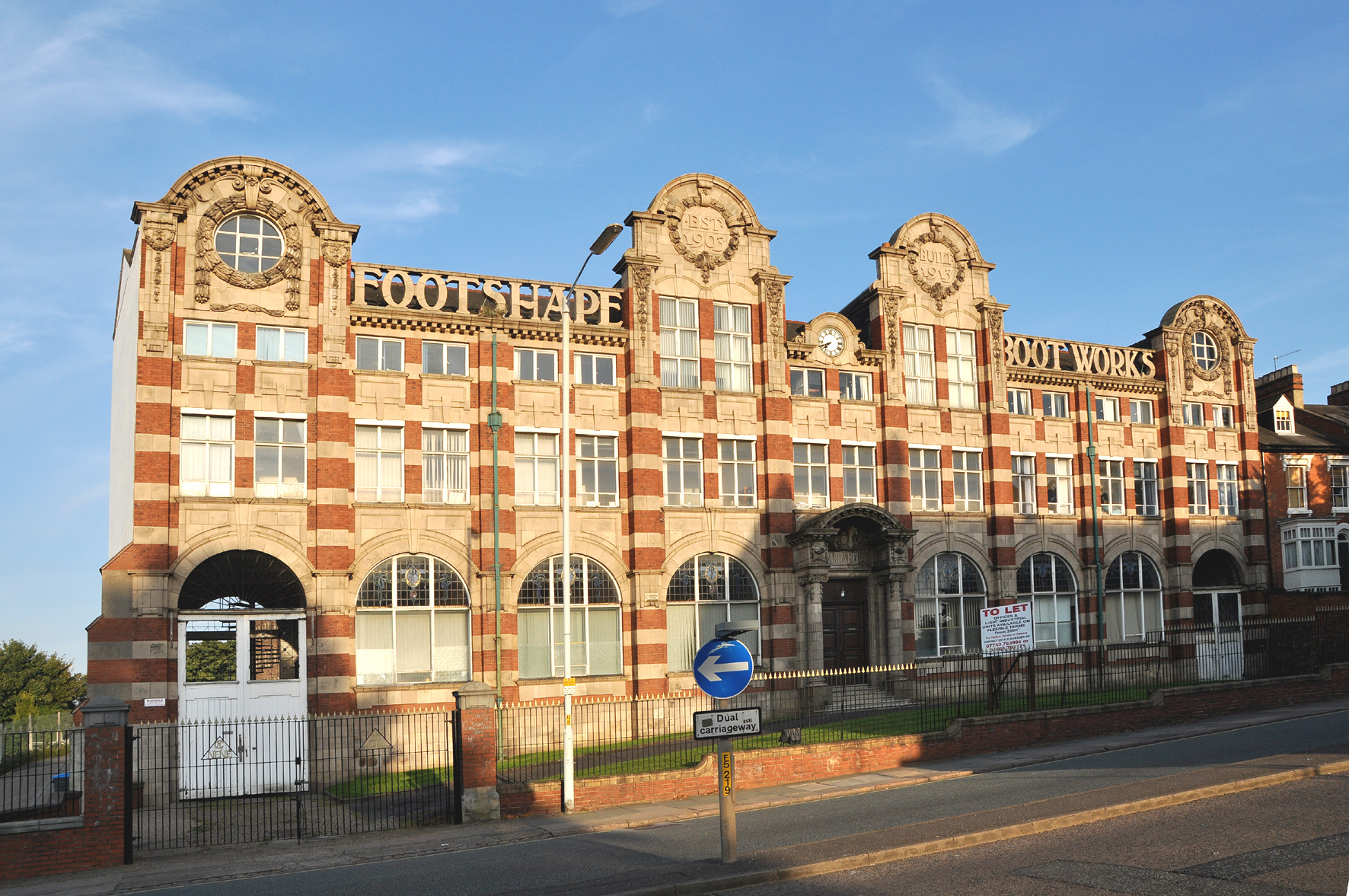
Обувная фабрика Barratts

Нортге́мптон (англ. Northampton [nɔrˈθæmptən]) — город в Великобритании, административный центр английского графства Нортгемптоншир. Население — 249 093 человек (2021).

## География
Город расположен на реке Нен.

## История
Город играл важную роль в Средневековье, здесь краткое время находилась резиденция королей, а в 1261—1265 гг. существовал Нортгемптонский университет, третий в Англии, закрытый из-за конкуренции с Оксфордом. Город пережил упадок начиная с XIV в., и вновь стал возрождаться в индустриальную эпоху. В XXI в. в городе вновь открыт университет.

## История названия
Самое раннее упоминание о Нортгемптоне в письменном виде произошло в 914 году под названием Хэм-тюн, что буквально означает «родной город».
Книга Страшного суда (1086) записывает город как Нортантон, который превратился в Норгемптон к XIII веку, а затем в Нортгемптон к XVII веку.

## Политика
Будучи достаточно крупным городом, Нортгемптон тем не менее не получил статус унитарного муниципального образования.

## Культура

#### Религия
- Собор Пресвятой Девы Марии и Святого Фомы — католический собор XIX века по проекту Огастеса Уэлби Пьюджина.

### Достопримечательности
- Нортгемптонский замок[англ.] — построен Симоном де Санлисом в 1084 году, считается одним из первых нормандских замков в Англии. До настоящего времени не сохранился, однако, в 2012 году начаты работы по его восстановлению[3][4].

### Музыка
Город известен следующими музыкальными коллективами, заявившими о себе
- Bauhaus
- Mirrored Theory
- Slowthai

### Спорт
- «Нортгемптон Сэйнтс» — регбийный клуб, чемпион 2014 года
- «Нортгемптон Таун» — футбольный клуб, победители Второй лиги Англии 2015/16

## Города-партнёры
- Пуатье, Франция (1979 г.);
- Марбург, Германия (1992 г.);

## Знаменитые уроженцы
- Мэтт Смит (1982-)- актёр, режиссёр, продюсер
- Томас Дадли (1576–1653), колониальный деятель, многолетний губернатор колонии Массачусетс в Северной Америке
- Анна Брэдстрит (1612-1672), первая американская поэтесса
- Чарльз Флитвуд (1618-1692), военачальник, лорд-прокуратор Ирландии
- Альберт Ингем (1900-1967), математик и профессор, член британского Королевского общества
- Эдмунд Руббра (1901-1986), композитор и пианист.
- Берта Свирлес (1903-1999), физик и математик, профессор.
- Фрэнсис Крик (1916-2004), биолог, биофизик, лауреат Нобелевской премии за 1964 год.
- Роберт Адамс (1917-1984), скульптор.
- Малькольм Арнольд (1921-2006), композитор
- Нанетт Ньюмен (род. 1934), актриса, писательница
- Алан Мур (род. 1953), писатель, сценарист
- Питер Мерфи (род. 1957), музыкант
- Марк Хэддон (род. 1962), писатель
- Пэт Маркграт (род. 1970), визажистка
- Марк Уоррен (род. 1967), актёр
- Тим Минчин (род. 1975), актёр, комик, музыкант
- Шон Мерфи (род. 1982), снукерист (биллиард), чемпион мира по снукеру
- Мэтт Смит (род. 1982), актёр театра и кино, кинорежиссёр
- Карл Дарлоу (род. 1990), футболист
- Райан Хеджес (род. 1995), футболист
- Айван Тоуни (род. 1996), футболист
- Софи Тёрнер (род. 1996), киноактриса
- Фрейзер Хорнби (род. 1999), футболист